# Olivie z Palerma
Olivie z Palerma (koilem roku 448 Palermo – 10. června 463 Tunis) je křesťanská mučednice, uctívaná jako svatá katolické církve. Ve středověku byla patronkou Palerma. Slaví se 10. června. V ikonografii je obvykle zobrazována jako panna s olivovou ratolestí a krucifixem v rukou.

## Život
Hagiografická legenda vypráví, že Olivie se narodila v roce 448 v Palermu křesťanským rodičům; byla to krásná mladá dívka. Od svých raných let se zasvětila Bohu a projevovala velké pohrdání poctami a bohatstvím a ráda rozdávala milodary chudým. V roce 454 Genseric, král Vandalů, dobyl Sicílii a obsadil Palermo, křesťané na Sicílii byli pronásledováni. Olivie povzbudila zajaté křesťany a požádala je, aby byli pevní ve víře. Vandalové se neodvážili v Palermu veřejně popravit zasvěcenou pannu. Proto byla poslána do Tunisu k místnímu guvernérovi. V Tunisu se měla vzdát křesťanství. I tam však Olivie obrátila pohany na křesťanství, takže po dalších neúspěšných pokusech odradit je od víry byla poslána do pouště v naději, že ji divoká zvířata roztrhají. Olivie přežila, a tak byla přivezena zpět do Tunisu, mučena a nakonec byla dne 10. června 463 sťata. Jejich ostatky (relikvie) byly získány křesťany a tajně převezeny do Palerma, kde byly pohřbeny.